# Erik Kortsjagin
Erik (Eduard) Sergejevitsj Kortsjagin (Russisch: Эрик (Эдуард) Сергеевич Корчагин; Mozdok, 16 januari 1979) is een Russisch voormalig voetballer die als aanvaller speelde.
Kortsjagin begon zijn loopbaan in 1994 bij FK Iriston Mozdok. In 1998 kwam hij naar PSV maar daar wist hij niet door te breken. Hij werd onder andere verhuurd aan MVV. In 2003 vertrok hij naar Dinamo Moskou en speelde sindsdien alleen nog in Rusland.

## Clubs
- 1994  FK Iriston Mozdok
- 1995/98  Zalgiris Vilnius
  - 1997/98  AS Saint-Étienne (huur)
- 1998/03  PSV
  - 1998/99  MVV (huur)
  - 2000/01  AB (huur)
- 2003/04  Dinamo Moskou
- 2005  Sjinnik Jaroslavl
- 2006  Spartak Naltsjik
- 2007/08  Lokomotiv Moskou
  - 2008  Torpedo Moskou (huur)
- 2009  FK Zelenograd
- 2010-2012  FC Volga Tver
- 2012-2014  FSK Dolgoproedny